# کرسی (نور)
کرسی، روستایی از توابع بخش بلده شهرستان نور در استان مازندران ایران است.

## مردم
این روستا در دهستان تتارستاق قرار دارد و براساس سرشماری مرکز آمار ایران در سال ۱۳۸۵، جمعیت آن ۳۷۲ نفر (۶۸خانوار) بوده‌است؛ و در حال حاضر سال ۱۴۰۳ جمعیت مردم کرسی به ۱،۵۳۴ نفر رسیده که حدود (۳۷۹ خانوار) بوده‌است ۱،۳۹۰ نفر آن‌ها ساکن آمل می‌باشند و تعداد زیادی به تهران مهاجرت کردند. مردم کرسی از قومیت طبری هستند که ریشه آن به قوم آمارد و قوم تپوری می‌رسد. مردم کرسی به زبان طبری (مازندرانی) و گویش کجوری سخن میگویند. مردم روستا به کرسی‌چی مشهورند.

## تقسیمات محله
روستای کرسی به دو محله به نام‌های کیامحله و اسحاق‌محله تقسیم می‌شود که کیامحله قسمت شرقی و بالادست روستا است و اسحاق‌محله قسمت غربی و پایین‌دست روستا را شامل می‌شود. همچنین در قسمت مرکزی روستا به نام حموم سره شهرت دارد.

## آب و هوا
‏شامل آب و هوای معتدل کوهستانی و آب و هوای سرد کوهستانی است. در چهار  فصل این روستا هوا بسیار مه آلود و سرد است. دوری از دریا و افزایش تدریجی ارتفاع در اراضی جلگه‌ای، تغییرات خاصی را در آب و هوای این روستا پدیدآورده است. به‌طوری‌که در ارتفاعات ۲،۹۰۰ تا ۳٬۳۰۰ متری، آب و هوای معتدل کوهستانی با زمستان‌های سرد و یخ‌بندان طولانی و تابستان‌های کوتاه و معتدل وجود دارد. در ارتفاعات بالای ۳،۳۰۰ متر که دمای هوا به شدت پایین می‌آید، دارای زمستان‌های سرد همراه با یخ‌بندان طولانی و تابستان‌ها کوتاه و خشک است.

## نگارخانه

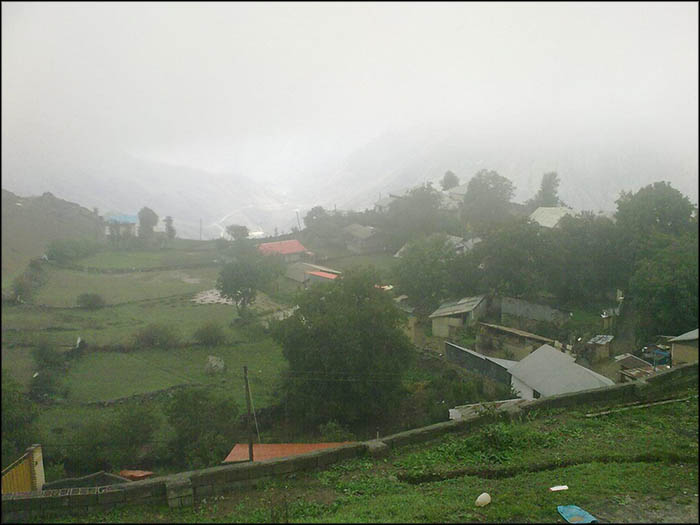
طبیعت بهاری روستای کرسی
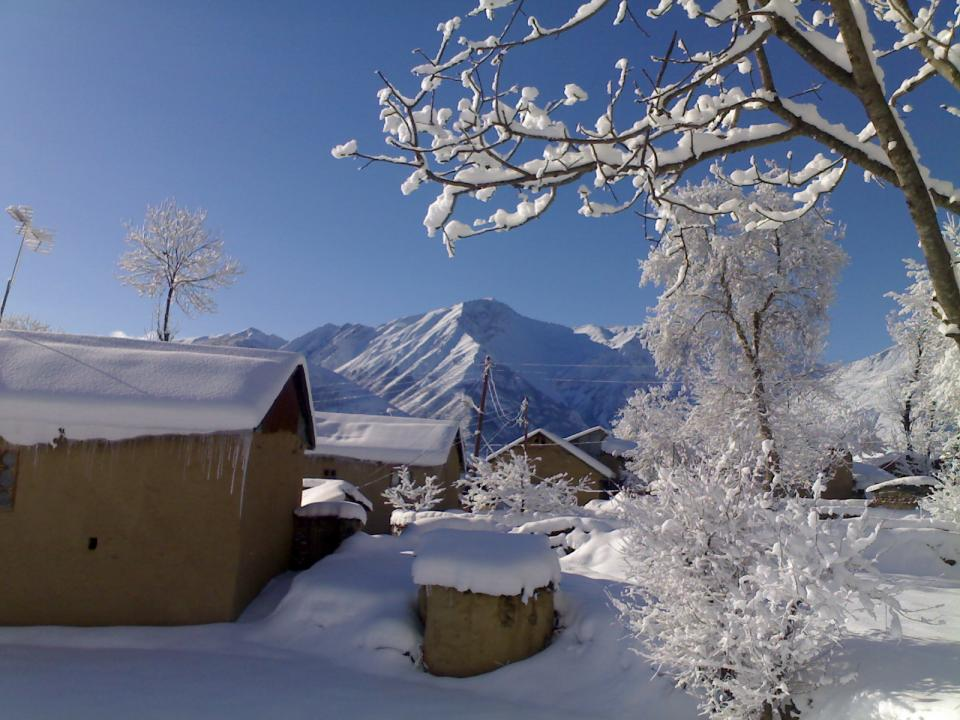
زمستان روستای کرسی

## یادکرد
1. ↑  درگاه ملی آمار ایران
2. ↑  نصری اشرفی، جهانگیر (۱۳۹۹).  جعفر شجاع کیوانی، ویراستار. دانشنامهٔ تبرستان و مازندران جلد سوم. نشرنی = ۲۵۲.
3. ↑  نصری اشرافی، جهانگیر (١٣٧٧). واژه‌نامه بزرگ تبری. به کوشش حسین صمدی و سید کاظم مداح و کریم الله قائمی و علی اصغر یوسفی نیا و محمود داوودی درزی و محمد حسن شکوری و عسکری آقاجانیان میری و ابوالحسن واعظی و ناصر یداللهی و جمشید قائمی و فرهاد صابر و ناعمه پازوکی. تهران: اندیشه پرداز و خانه سبز. ص. صفحه ۳۱ جلد اول. شابک ۰-۵-۹۱۱۳۱-۹۶۴ مقدار |شابک= را بررسی کنید: checksum (کمک).